# علم آثار الدين والطقوس
علم آثار الدين والطقوس (بالإنجليزية: Archaeology of religion and ritual) مجال دراسة آخذ بالتنامي داخل علم الآثار ويطبق أفكارًا من الدراسات والنظريات والأساليب الدينية والنظرية الأنثروبولوجية والأساليب والنظريات الأثرية والتاريخية لدراسة الدين والطقوس في المجتمعات البشرية السابقة من منظور مادي.

## تعريفات
يمكن تعريف الدين على أنه «مجموعة من المعتقدات المتعلقة بسببية الكون وطبيعته وجدواه، لا سيما عندما يُنظر إليه على أنه خلق من قبل قوة أو قوى خارقة تفوق قوة البشر، وعادة ما يتضمن شعائر تعبدية وطقوسية، وغالبًا ما يحتوي على قانون أخلاقي يحكم سلوك الشؤون الإنسانية»، بينما تكون الطقوس «إجراء ثابت أو محدد لطقوس دينية أو غيرها». قد يدرس علماء الآثار الآثار المادية للطقوس الدينية (على سبيل المثال، طقوس تدمير الأواني الخزفية أثناء مهرجان النار الجديدة الخاص بشعب الأزتيك) أو الارتباطات المادية للدين كنظرة شاملة للعالم (على سبيل المثال، دراسة إليزابيث كايدر ريد للمخلّصين الجنوبيين وإعادة تشكيلهم للمناظر الطبيعية والقطع الأثرية لتعكس المثل العليا للمجتمع والفقر في شكل مادي).
كما هو الحال في الدراسات الدينية وأنثروبولوجيا الدين، يفرق العديد من علماء الآثار بين «ديانات العالم» والأديان «التقليدية» أو «الأديان الأهلية». عرّف باوي (2000:26) «ديانات العالم» على النحو التالي:
1. مبنية على الكتب المقدسة المكتوبة.
2. تتضمن فكرة عن الخلاص، غالبًا من مصدر خارجي.
3. عالمية، أو قابلة لأن تكون عالمية.
4. يمكن أن تستوعب أو تحل محل الأديان البدائية.
5. غالبًا ما تشكل نطاق أنشطة منفصل.

بينما تُعرّف الديانات الأهلية على النحو التالي:
1. شفوية، أو في حال أنها أدبية، فهي تفتقر إلى الكتب المقدسة والمعتقدات المكتوبة/الرسمية.
2. «دنيوية».
3. محصورة في لغة واحدة أو مجموعة إثنية.
4. تشكل الأساس الذي تطورت منه أديان العالم.
5. الحياة الدينية والاجتماعية لا ينفصلان.

ومع ذلك، فقد جادل تيموثي إنسول (2004:9) بأن هذه التصنيفات تنشأ من منظور تطوري منتقد بشدة. قد تساهم الانقسامات الصارمة للأشكال الدينية أيضًا في تشويه البحث تجاه أديان الدولة، تاركةً الممارسات الدينية للأسر والعلاقات بينها دون تحقيق (وهو اتجاه لاحظه إلسون وسميث، 2001). يجادل إلسون (2004:9) بأن علماء الآثار قد يساهمون في طمس حدود العالم والديانات الأهلية.
يتضمن علم آثار الدين أيضًا مفاهيم أنثروبولوجية أو دينية ذات صلة ومصطلحات كالسحر والتقاليد والرمزية والقداسة.

## الجانب النظري

### أنثروبولوجيا الدين
يستعير الجانب النظري لعلم آثار الدين بشكل كبير من أنثروبولوجيا الدين التي تشمل مجموعة واسعة من وجهات النظر. وتشمل وجهات النظر هذه: فهم إميل دوركايم الوظيفي للدين على أنه يعمل على الفصل بين المقدس والدنس؛ وفكرة كارل ماركس عن الدين على أنه «أفيون الشعوب» أو الوعي الزائف، وتعريف كليفورد غيرتز الفضفاض للدين على أنه «نظام رمزيات» يحكم العالم، وعمل فيكتور تورنر على الطقوس، بما في ذلك طقوس العبور والحدية، وأنواع ماكس ويبر الدينية والأفكار حول العلاقة بين الاقتصاد والدين؛ وتفاهمات كلود ليفي شتراوس البنيوية عن الطوطمية والأسطورة؛ وفكرة ماري دوغلاس عن تقسيم «الطهارة والخطر».

### الدين والسلطة وعدم المساواة
نظرًا لأن الدين والسلطة السياسية غالبًا ما يتشابكان لا سيما في الدول المبكرة، فقد يشتمل علم آثار الدين أيضًا على نظريات النفوذ والتفاوت الاجتماعي. استكشفت دراسة جون جانوسك لديانة تيواناكو الطرق التي لعب الدين من خلالها دورًا بدمج المجتمعات داخل دول الأنديز. كثيرا ما بررت الأنظمة الاستعمارية التوسع عبر الالتزام بالتحول الديني؛ لذلك قد يتقاطع علم آثار الاستعمارية مع علم آثار الدين. يوضح مقال جيمس ديلي في عام 2001 عن البعثات التبشيرية المسيحية والمناظر الطبيعية في جامايكا وعمل باربرا فوس في البعثات التبشيرية والجنسانية والإمبراطورية كيفية تقاطع الدين مع الأنظمة الاستعمارية.